# Carl Heinrich Graun
Carl Heinrich Graun (født 7. maj 1701 i Wahrenbrück, død 8. august 1759 i Berlin) var en tysk komponist og sanger.
Graun besøgte Kreuzschule i Dresden, hvor de italienske operaopførelser fik indflydelse på ham; efter stemmens overgang kom han som tenorsanger til operaen i Braunschweig. Her vågnede Grauns kompositionstrang, og han svang sig op til vicekapelmester.
Efter at kronprins, senere kong Frederik II af Preussen, havde lært Graun at kende, fik denne af den braunschweigske hertug tilladelse til at følge den unge musikelskende prins, hvis interesse for Graun siden hen holdt sig uformindsket. Foreløbig måtte Graun komponere instrumentalmusik til prinsens koncerter; men da han besteg Preussens trone, udnævnte han Graun til kapelmester i Berlin (1740) og sendte ham til Italien for at skaffe sangere til en italiensk opera.
I Italien opholdt Graun sig omtrent et år og gjorde også her megen lykke som sanger. Efter sin hjemkomst blev Graun leder af Berlin-operaen og komponerede for den en række operaer (til dels i samarbejde med Frederik den Store), der skaffede ham et meget kendt og anset navn, men som nu alle er glemte.
For efterverdenen stod Grauns navn derimod endnu omtrent et århundrede i en vis glans som komponist af kirkeværkerne: Te Deum og navnlig passionskantaten Der Tod Jesu fra 1755; endnu 1855 fejredes denne sidste kantates hundredårsdag med stor festlighed; den blev i perioden 1807-84 opført næsten årlig af Berliner Singakademie. Nu høres dette værk, der er holdt i den moderne følelsesfulde italieniserede stil, kun sjældent.
Grauns og Reinhard Keisers kantater var på programmet ved københavnske interessentskabskoncerter i 1740'erne.

## Værker

### Sceneværker
- Polydorus (5 akter, 1726–28)
- Iphigenia in Aulis (3 akter 1728)
- Scipio Africanus (3 akter, 1732)
- Lo specchio della fedeltà (3 akter, 1733)
- Pharao Tubaetes (5 akter, 1735)
- Rodelinda, regina de' langobardi (3 akter, 1741)
- Cesare e Cleopatra (3 akter, 1742)
- Artaserse, libretto by Metastasio (3 akter, 1743)
- Catone in Utica, libretto by Metastasio (3 akter, 1743)
- Alessandro e Poro, libretto by Metastasio (3 akter, 1744)
- Lucio Papirio (3 akter, 1744)
- Adriano in Siria, libretto by Metastasio (3 akter, 1746)
- Demofoonte, libretto by Metastasio (3 akter, 1746)
- Cajo Fabricio (3 akter, 1746)
- Le feste galanti (1747)
- Cinna (3 akter, 1748)
- L'Europa galante (1748)
- Ifigenia in Aulide (3 akter, 1748)
- Angelica e Medoro (3 akter, 1749)
- Coriolano (3 akter, 1749)
- Fetonte (3 akter, 1750)
- Il Mithridate (3 akter, 1751)
- L’Armida (3 akter, 1751)
- Britannico (3 akter, 1751)
- L'Orfeo (3 akter, 1752)
- Il giudizio di Paride (1 akt, 1752)
- Silla (3 akter, 1753)
- Semiramide (3 akter, 1754)
- Montezuma (3 akter, 1755)
- Ezio, libretto by Metastasio (1755)
- I fratelli nemici (3 akter, 1756)
- La Merope (3 akter, 1756)

### Andre værker
- Te Deum
- Ein Lämmlein geht und trägt die Schuld Passionskantata (ca. 1730)
- Kommt her und schaut (Große passion) (1730)
- Der Tod Jesu, passionskantata (1755)
- Oratorium in Festum Nativitatis Christi, juleoratorium
- Påskeoratorium
- Seks italienske kantater
- Koncert for Horn, strygere ag cembalo D-dur
- Lieder (1743)
- Sinfonia C-dur
- Koncert for viola da gamba
- Harpsichord Concerto i C-dur